# 神戸アイセンター病院
神戸アイセンター病院（こうべアイセンターびょういん）は、地方独立行政法人神戸市市民病院機構が兵庫県神戸市中央区に設置する眼科専門の公立病院である。神戸市立医療センター中央市民病院眼科と先端医療センター病院眼科を統合して眼科診療機能を強化したもので、眼の病気に特化した眼科専門病院である。神戸医療産業都市に位置している。

## 診療科
- 眼科

## 治療実績
2022年10月本病院の研究チームが網膜色素変性症の患者にiPS細胞から作ったシート状の「視細胞」を移植し、正常な定着を確認したと発表した（詳細については網膜色素変性症#治療実績を参照のこと）。

## 医療機関の指定・認定
（下表の出典）
| 保険医療機関                     | 労災保険指定医療機関                                     |
| 指定自立支援医療機関（更生医療） | 指定自立支援医療機関（育成医療）                         |
| 生活保護法指定医療機関           | 結核指定医療機関                                         |
| 指定小児慢性特定疾病医療機関     | 難病の患者に対する医療等に関する法律に基づく指定医療機関 |
| 特定疾患治療研究事業委託医療機関 | 原子爆弾被害者一般疾病医療取扱医療機関                   |

- このほか、各種法令による指定・認定病院であるとともに、各学会の認定施設でもある。

## 交通アクセス
- 神戸新交通ポートアイランド線「医療センター駅」より徒歩2分[4]